# Мартин Франекић
Мартин Франекић (рођ. Сеоце Славонска Пожега 10. март 1905 — убијен Јадовно, Госпић новембар 1941), новинар и политички радник.
Као радник, а касније и новинар био је активни присталица Хрватске сељачке странке (ХСС). Ухапшен 1929. године и осуђен на процесу Влатку Мачеку и групи, 1930, на осам година робије, коју је издржавао у Сремској Митровици (1930—1934) и Лепоглави (1934—1936).
У Сремскомитровачком затвору је прихватио комунистичке идеје и 1932. године постао члан Комунистичке партије Југославије. Уређивао је и издавао недељник „Сељачка мисао“ од јануара до октобра 1937. године. Од 1938. је био председник Комисије ЦК КПХ за село, а од 1939. је члан је ЦК КП Хрватске. 
Више пута је хапшен. Последњи пут је ухапшен 10. августа 1940. године, с већом групом чланова ЦК КПЈ и ЦК КПХ те интерниран у Лепоглаву. У јулу 1941. усташе су га одвеле из Лепоглаве у Госпић. Убијен је у Јадовну.